# حبیب الزیودی
حبیب الزیودی (عربی: حبيب حميدان سليمان الزيودي؛ زاده: ۱۹۶۳ – درگذشته: ۲۷ اکتبر ۲۰۱۲) شاعر و اندیشمند اردنی است که قصاید و شعرهای ملی و آوازهای زیادی نوشته و شعرهایی دربارهٔ خانواده‌اش در چادرنشینی سروده‌است. وی از دانشگاه اردن لیسانس ادبیات عربی گرفته‌است. وی در رادیو اردن در بخش فرهنگی آن در سال‌های ۸۷ تا ۱۹۸۷ فعالیت داشته‌است و سپس به وزارت فرهنگ منتقل می‌شود و تا سال ۱۹۹۰در آنجا فعالیت می‌کند و سپس به تلویزیون اردن منتقل می‌شود.

## زندگی‌نامه
حبیب الزیودی در سال ۱۹۶۳در لوا، هاشمی در استان الزرقا، به دنیا آمد و در روستای العالوک بزرگ شد و در سال ۱۹۸۷ از دانشگاه اردن لیسانس و سپس فوق لیسانس گرفت، وی در ۴۹ سالگی در ۲۷ اکتبر ۲۰۱۲ در اثر یک ایست قلبی ناگهانی درگذشت.

## تالیف‌ها
- شیخ باران را به خواب می‌بیند در سال ۱۹۸۶
- خانه‌های خویشاوندانم ۱۹۹۷
- نی ساربان
- بررسی‌های انتقادی زیادی در روزنامه‌های اردنی نوشته‌است.[۴]